# Kanton Eurville-Bienville
Kanton Eurville-Bienville (fr. Canton d'Eurville-Bienville) je francouzský kanton v departementu Haute-Marne v regionu Grand Est. Tvoří ho 17 obcí. Zřízen byl v roce 2015.

## Obce kantonu
- Bayard-sur-Marne
- Chamouilley
- Chevillon
- Curel
- Domblain
- Eurville-Bienville
- Fays
- Fontaines-sur-Marne
- Magneux
- Maizières
- Narcy
- Osne-le-Val
- Rachecourt-sur-Marne
- Roches-sur-Marne
- Sommancourt
- Troisfontaines-la-Ville
- Valleret